# 桑名市消防本部
桑名市消防本部（くわなししょうぼうほんぶ）は、三重県桑名市の消防部局（消防本部）。管轄区域は桑名市、いなべ市、桑名郡木曽岬町及び員弁郡東員町の全域。いなべ市、木曽岬町及び東員町は桑名市に常備消防事務を委託している。

## 概要
- 消防本部：三重県桑名市大字江場7
- 管内面積：394.93km2
- 職員定数：252人
- 消防署3カ所、分署5カ所
- 主力機械（2024年4月1日現在）
  - 消防ポンプ自動車：9
  - 水槽付消防ポンプ自動車：6
  - はしご付消防自動車：2
  - 化学消防自動車：3
  - 高規格救急自動車：10
  - 救助工作車：2
  - 水槽車：2
  - 小型動力ポンプ付積載車：3
  - 指揮車：3
  - 災害対応車：4
  - 火災予防啓発車：1
  - 予防広報車：1
  - 査察車：1
  - マイクロバス：1
  - 連絡車：2
  - 資機材搬送車：4
  - 防災指導車：4

## 沿革
- 1949年10月　桑名市消防本部を開設する。
- 1959年09月　桑名市消防署を開設する。
- 1964年02月　救急業務を開始する。
- 1964年09月　消防本部・消防署を移転する。
- 1968年04月　西分署を開設する。
- 1970年12月　桑名郡多度町の消防事務受託に伴い、多度分署を開設する。
- 1980年02月　消防本部に課制を導入する。
- 1982年04月　大山田分署を開設する。
- 1984年11月　桑名郡長島町及び木曽岬町の消防事務受託に伴い、長島木曽岬分署を開設する。
- 1986年11月　員弁郡東員町の消防事務受託に伴い、東員分署を開設する。
- 1991年03月　員弁郡北勢町、員弁町、大安町及び藤原町の消防事務受託に伴い、員弁南分署及び員弁北分署を開設する。
- 1994年02月　消防本部・消防署を現在地に移転する。
- 2003年12月　北勢町、員弁町、大安町及び藤原町の新設合併により、いなべ市が発足する。
- 2004年12月　桑名市、多度町及び長島町の新設合併により、新・桑名市が発足する。
- 2007年04月　消防本部に消防指令センターを整備し、四日市市消防本部と共同で業務を開始する。
- 2016年04月　組織改編により指揮調査課を新設するとともに、員弁南分署をいなべ消防署、東員分署を東員消防署、員弁北分署を北分署とする。四日市市消防本部、菰野町消防本部とともに三重北消防指令センター（四日市市中消防署中央分署内）の共同運用を開始する。
- 2017年04月　組織改編により、防災指導課を桑名市防災・危機管理課へ統合。

## 組織
- 本部 - 総務課、消防救急課、予防課、通信指令課、指揮調査課
- 消防署

## 消防署
| 消防署       | 住所                              | 分署 |
| ------------ | --------------------------------- | --- |
| 桑名市消防署 | 桑名市大字江場7番地               | 西：桑名市大字赤尾2107番地2 大山田：桑名市大山田1丁目7番地1 多度：桑名市多度町小山1243番地 長島木曽岬：桑名市長島町松ケ島43番地 |
| いなべ消防署 | いなべ市大安町高柳418番地         | 北：いなべ市北勢町瀬木50番地10                                                                                                  |
| 東員消防署   | 員弁郡東員町大字六把野新田86番地1 | なし |